# Sphenodillo howensis
Sphenodillo howensis är en kräftdjursart som beskrevs av Lewis1998. Sphenodillo howensis ingår i släktet Sphenodillo och familjen Armadillidae. Inga underarter finns listade i Catalogue of Life.